# Luigi Persoglio
Luigi Persoglio (Genova, 9 maggio 1830 – Genova, 27 gennaio 1911) è stato un gesuita italiano, giornalista, storico locale e autore di commedie satiriche in genovese.

## Biografia
Divenuto prete nel 1854, dal 1896 al 1899 fu direttore spirituale del seminario di Genova.
Fondatore e direttore della rivista genovese "La Settimana Religiosa", insieme ad altri esponenti cattolici liguri (Maurizio Dufour, Giovanni Rivara, Enrico Lorenzo Peirano e Luigi Corsanego Merli), nel 1873 fondò il giornale cattolico genovese "Il Cittadino".
Nel 1896, insieme ad altri, fondò il periodico "La Madonna della Guardia", bollettino mensile dell'omonimo santuario.
Il costante riferimento nei suoi scritti furono popolani e contadini del suo tempo, nei cui valori vedeva un baluardo contro il nascente marxismo.
Su istanza degli abitanti di Gavi (AL) e di quelli della frazione di Velva nel comune di Castiglione Chiavarese (GE), promosse la costruzione di due santuari mariani dedicati a Nostra Signora della Guardia (vedi Santuario di Nostra Signora della Guardia di Gavi e Santuario di Nostra Signora della Guardia di Velva).
Seguendo il suo personale interesse per i fatti storici, avvalendosi dei documenti conservati negli archivi parrocchiali, scrisse le memorie storiche di varie parrocchie genovesi (San Torpete, Santa Zita, San Martino di Murta) e, ancora seminarista, un manoscritto sugli avvenimenti riguardanti il seminario arcivescovile di Genova negli anni in cui egli vi studiò (1847-1854).
Nello scrivere le memorie parrocchiali, egli stesso dichiarò di aver fatto proprio l'invito in tal senso rivolto nel 1858 ai parroci della diocesi di Orléans dal vescovo Dupanloup, per “impedire che vada smarrito ciò che può servire all'istruzione, all'edificazione, al ristabilimento della fede, della pietà, delle pratiche cristiane”.